# بریتنی بکستر
بریتنی بکستر (انگلیسی: Brittany Baxter؛ زادهٔ 5 September 1985) یک بازیکن فوتبال اهل کانادا است.
وی همچنین در تیم ملی فوتبال کانادا بازی کرده است.